# ريوج تابتشي
ريوجِ تابُتشي (باليابانية: 田渕 龍二) (16 فبراير 1973 في توكوشيما في اليابان – )؛ هو لاعب كرة قدم ياباني سابق كان يلعب كمدافع.

## وصلات خارجية
- ريوج تابتشي على موقع رابطة كرة القدم اليابانية للمحترفين (اليابانية)
- ريوج تابتشي على موقع عالم كرة القدم.نت (الإنجليزية)